# 可愛巧虎島
《可愛巧虎島》（日語：しましまとらのしまじろう），日文直翻是「條紋虎的縞次郎」，由瀨戶內電視台監製、東京電視網首播的日本電視動畫，主要以幼兒為對象。

## 故事概要
改編自倍樂生及其前身福武書店發行的兒童學習月刊《巧連智》（；當時為進修講座「幼兒・親子講座」）的內容，其主要角色的設定及世界觀大多是和原作相同的，但是故事內容都是動畫原創的。描寫主角巧虎在她所處「巧連智島」的日常生活，以在如夢的世界中冒險作為學習契機，另包括與身邊親朋好友的糾紛以及生活情節。本作角色多由動物擬人化呈現，不過也有妖精和魔女。

## 登場人物

### 主要角色
巧虎 ／縞野 縞次郎，港譯：虎次郎（Shimano Shimajiro/Shimajiro）
配音：南央美（日本）；王華怡（前期）→馮嘉德（後期）（台灣）；謝潔貞（前期）、黃麗芳（後期）（香港）
主角。第一人稱是「僕(ぼく)」，血型O型。虎造型的男孩，性格朝氣有自信，在主角群像是領隊般的存在。
喜歡踢足球。也喜歡吃甜甜圈。但是害怕打雷和水，討厭青椒。女裝後名字叫做「巧琳(しまりん)」。
5月5日（日本兒童節）下午5點55分生，動畫設定為5歲。金牛座。

小花／縞野 花（Shimano Hannah/Hana）
配音：高橋美紀（日本）；許淑嬪（台灣）；梁少霞（香港）
第二主角。血型A型。虎造型的女孩，縞次郎的妹妹，頭戴著粉紅緞帶。比縞次郎小3歲。
喜歡青蛙布偶，喜歡吃香蕉。4月4日(台灣巧連智在幼幼版每年9月誕生，一般是在每年4月4日誕生)上午10點00分生，牡羊座。

琪琪 ／綠原 美美鈴，港譯：美莉（Midorihara Mimirin/Mimi-Lynne）
配音：高橋美紀（日本）；許淑嬪→張主惠（台灣）；陸惠玲（香港）；謝潔貞（第1至50集）→黃麗芳（第51集起）（香港）
第三主角。第一人稱是「琪琪(みみりん)」，血型B型。兔造型的女孩，耳朵頂部是黑色的，左耳戴著一朵紅花，後來在2012版本動畫版和雜誌版改成粉色蝴蝶結（台灣巧連智成長版是2014年11月更換；學習版則是2014年9月更換），有著明顯的兔牙，和巧虎在4歲的時候結識，（日本巧連智雜誌原作版從2011年4月起在幼幼版登場，後來在2013年12月起在貝貝版登場（日本限定）；台灣巧連智雜誌幼幼版從2014年6月開始登場）；而且有正義感。夢想是成為公主想成為護理師，也想繼承家裡的花店，因為擅長跑步所以也想參加奧林匹克。
是家中的獨生女。也擅長畫畫(2012年4月起動畫版和原作雜誌版增加設定)、任何人都停止不了。
喜歡的東西是草莓、花和蛋糕以及可愛的事物。喜歡胡蘿蔔。
她也是個自我中心的女孩，當自己的意見沒通過，或是自己的立場一變得不利時，就會馬上懊悔。10月10日(雙十節)上午10點10分生，天秤座。

桃樂比 ／空野 鳥比，港譯：多拉比（Sorano Torippii/Flappie）
配音：山崎巧（日本）；劉錫華（台灣）；李錦綸（香港）
第一人稱是「鳥比(とりっぴい)」，血型O型。鸚鵡造型的男孩，頭上的毛分別是紅色藍色和黃色，造型。性格優柔寡斷，有時會做一些不必要的事。
因為能飛、能與鳥及蝙蝠對話，經常被任意驅使，女裝後名字叫做「桃小鈴 (とりりん)」。
住在父母、祖母和弟妹在內的7人大家族中，1月1日(元旦)上午7點00分生。摩羯座。

妙妙 ／桃山 喵季（Momoyama Nyakkii/Nikki）
配音：杉本沙織（日本）；楊凱凱（台灣）
第一人稱是「私(わたし)」，貓造型的女孩，血型A型。性格有點男孩子氣概和女人味，非常善長攀岩、爬樹，夢想成為奧林匹克選手(台灣巧連智則是田徑運動員和蛋糕師傅)。
2012年版登場(台灣巧連智雜誌成長版和學習版從2014年9月開始一同登場)。
4月4日(台灣兒童節)凌晨4點00分生，白羊座。
住在祖母、媽媽和哥哥家族中
喜歡葡萄，擅長跑步、騎腳踏車、攀岩爬樹和跳繩，但是很怕燙、冷、水、烏鴉(動畫版追加設定)和烏龜(動畫版追加設定)。。4月4日時，期待給妙妙生日祝福訊息吧！
 (にゃっきいは陸上のオリンピック選手になるのが夢なんです。4/4にゃっきいへのお誕生日おめでとうメッセージお待ちしており

小信／桃山 新介（Momoyama Niisuke）
配音：優希知冴（日本）；許淑嬪（台灣）
妙妙的哥哥，7歲，小學一年級，血型是B型。手很巧很擅長製作與修理物品，唯獨不擅長吹口風琴。對於剛搬來轉學到班上的身障生的安美里很關心，生日是7月7日，巨蟹座。

鈴鈴 ／牧場 來夢鈴，港譯：麗莉（Makiba Ramurin）
配音：杉本沙織（日本）；李直平（台灣）；鄭麗麗（香港）
第一人稱是「私(わたし)」，血型A型。綿羊造型的女孩。初期戴著紅色緞帶，後期則是洋紅色頭巾。和巧虎在5歲的時候成為朋友。
喜歡吃布丁，興趣是畫畫，不擅跑步，夢想是成為像爸爸一樣的畫家。後因其父母工作的關係而移居法國。後與黑貓三兄弟相遇並共同展開新生活。
也是個獨生女，3月3日(日本女孩節)凌晨3點03分生，雙魚座。

### 主要角色的家人
縞野(巧虎)家

一虎／太郎／縞野 縞太郎（Shimano Shimataro）
配音：茶風林（日本）；劉錫華（台灣）；盧國權（香港）
縞次郎的父親。職業為郵差。
有著粗壯肥胖的體格，有想過減肥但卻失敗。十分受尊敬。
他喜歡在假日做木工DIY，可是卻常常原本想做的是椅子，最後卻做成了積木。血型O型。

小櫻／縞野 櫻（Shimano Sakura）
配音：井上喜久子，205回～230回是篠原惠美（日本）；吳祖忞(前期)→李直平(2010年後段半版本「2011年版本」最終話之前)→馬君珮(2010年後段半版本「2011年版本」最終話起)（台灣）；蔡惠萍（香港）
縞次郎的母親。專職主婦。
比丈夫縞太郎年輕2歲，有著修長高挑的身材，以前學過芭蕾舞並跳得很好。血型A型。

縞野 堇（Shimano Sumire）
配音：高月希海（日本）
縞太郎的母親。縞次郎的奶奶。個性溫柔和藹，看起來很年輕。沒有和縞次郎住在一起，有時會來縞次郎家玩。

縞野 縞吉（Shimano Shimakichi）
配音：長嶝高士（日本）
縞太郎的父親。有著米白色的眉毛跟鬍子。個性和縞太郎很相似。和縞次郎的奶奶住在一起，有時會來縞次郎家玩。

縞田家(主角母方親戚)

縞田 紅葉（Shimada momiji）
配音：有馬瑞香（日本）
櫻花的母親，原住在國外，現搬回巧連智島到縞次郎們所居住的地方的隔壁町居住。長相和縞次郎的媽媽很相似，戴著眼鏡。和縞次郎的外公住在一起，有時會來縞次郎家玩。

縞田 縞助（Shimada shimasuke）
配音：楠見尚己（日本）
櫻花的父親，在大學教書。和縞次郎的外婆住在一起。

綠原(琪琪)家

綠原 草太（Midorihara Souta）
配音：島田敏（日本）
櫻鈴的父親。原本是消防員，後期則為了實現常年的夢想而自己開花店「Flower Shop 綠原」，比妻子蓮華年輕5歲。，週日時喜歡做木工並對此很有自信，在舊家的車庫中擁有許多工具。

綠原 蓮華（Midorihara Renge）
配音：安達忍（日本）；王華怡→馮嘉德(2012年版本起)（台灣）；雷碧娜（香港）
櫻鈴的母親。原為專職主婦，後跟丈夫一起經營花店。

空野(桃樂比)家

桃五郎／空野 鳥五郎（Sorano Torigoro）配音：伊藤栄次（日本）；未知(2010年版本後半段最終話之前)→未知(2010年版本後半段最終話到2012年版本第一季最終話之前)→未知(2012年版本第一季最終話起)（台灣）
鳥比的父親。經營電器行，技術相當高超，同時也擔任少年棒球隊監督。

空野 香苗（Sorano Kanae）配音：堀越真己（日本）；李直平(到2010年後半段版本「2011年版本」為止)→楊凱凱(2012年版本起)（台灣）；林丹鳳（香港）
鳥比的母親。專職主婦，但也擔任鄉里會會長。

空野 美千代（Sorano Michiyo）
配音：紗百合→西宏子(2012年版本起)（日本）；區瑞華（香港）；王華怡→李直平→馬君珮（台灣）
鳥比的祖母。喜歡彈吉他和唱歌，與很多老人朋友集結成樂隊，是個很有朝氣的奶奶，而且她也知道島上的許多傳說。

多多、莉莉、比比(空野 多多、空野 莉莉、空野 比比)（Sorano Toto, Sorano Riri, Sorano Pipi）配音：山崎巧，莉莉→南央美（日本）；林丹鳳、區瑞華、盧素娟；台灣：多多：王華怡(到2010年後半段版本「2011年版本」為止)→馮嘉德(2012年版本起)；莉莉：許淑嬪；比比：李直平（香港）
鳥比的三胞胎弟妹。多多和比比是男性，莉莉是女性（初期設定三人皆為男性）。和黑貓3兄弟一樣很難從外表分辨，不過衣服上的英文字母是他們自己名字的開頭，以此分辨。

桃山(妙妙)家

桃山 寧寧（Momoyama Nene）
配音：小幡明美（日本）；許淑嬪（台灣）
喵季的母親，在出版社上班。有點不太擅長料理。丈夫離鄉背井工作。

桃山 賴子（Momoyama Yoriko）
配音：小林優子（日本）
喵季的祖母，擅長料理。

牧場家

牧場 真正（Makiba Massei）
配音：飛田展男（日本）
來夢鈴的父親。是一名藝術家，擅長畫畫、雕刻等藝術，住處的三角形房屋也是他設計的，現在主要工作為書本插畫。因為工作室就在家中，因此很親近家庭，幾乎比妻子更常待在家裡。後因工作關係移居法國。
牧場 夢子（Makiba Yumeko）
配音：小林優子；台：許淑嬪(2010年後半段版本「2011年版本」最終話之前)→楊凱凱(2010年後半段版本「2011年版本」最終話)（日本）；區瑞華（香港）
來夢鈴的母親。是一名鋼琴家。後因工作關係移居法國。

縞野家

湯米（Tommy）
配音：坂本千夏（日本）；馮友薇（台灣）
第一人稱是「俺」，縞次郎的表哥櫻的外甥，從國外回來巧虎島，有著說話夾雜英語單字的獨特的說話方式。
原本為英文教學雜誌的角色，在2000年版後期漸漸退場，由縞次郎接任。
動畫在播出第2年的第53話裡初次登場，在雜誌中退場後，在動畫也以減少戲分的方式漸漸退場，後期僅的對話中表示「湯米在國外」。

### 黑貓三兄弟
黑貓造型的三胞胎兄弟，在故事中經常因惡作劇而和主角們發生衝突。三人身高比湯米還要高，但年紀皆比湯米小。
從外表很難區分，能區分他們的是領帶、短袖襯衫上的圖案，三人的名字亦皆指領帶圖案。
劇中雖然常常出現三人居住的住家，但父母從未出現，僅只在敘述中提到他們。2008年3月以後的動畫版本再也沒登場。根據日本官方解說，他們與鈴鈴一樣移居法國，得知鈴鈴也移居法國後，與鈴鈴相遇並共同展開新生活。

普普 ／圓點，港譯：當度（Dot）
配音：島田敏（日本）；吳祖忞（台灣）；陳永信（香港）
黑貓3兄弟的長男。自尊心強、也常製造糾紛，主要反派之一常在弟弟面前擺出男子氣概，卻非常幼稚，但他其實很關愛他的弟弟與朋友。第一人稱「俺」。代表图案是圆点。

波波 ／唐草，港譯：加拉查（Karakusa）
配音：飛田展男（日本）；許淑嬪（台灣）；何國星（第1-50集）→鄺樹培（第51集起）（香港）
黑貓3兄弟的次男。嗅覺十分靈敏。常聽從大哥去做"一時興起"的惡作劇，主要反派之一不過也有喜歡花草、老實和善的一面。常常要被「粗暴的哥哥」和「愛現的弟弟」使喚做吃虧的任務。比起自家兄弟，更想要有那樣的。最自豪的能力是食量很大。第一人稱「僕」。代表图案是唐草花纹。

達達 ／佩斯利，港譯：比士利（Paisley）
配音：安達忍（日本）；李直平（台灣）；黎偉明（第1-50集）→陳卓智（第51集起）（香港）
黑貓3兄弟的三男。主要反派之一也聽從多特去做"一時興起"的惡作劇，很少對哥哥反抗。性格算老實，但也喜歡愛現耍酷。
但對他不感興趣，後來似乎察覺到對他的態度後就不暗戀她了。第一人稱「おいら」。代表图案是佩斯利花纹。

壯壯、兵兵／小石、小拳（Jyan, Ken）
配音：笹森亞希、戶田亞紀子（日本）；台：李直平、許淑嬪
豬造型的角色。自稱為足球天才的自滿兄弟，主要反派之一經常惹事生非。分別為六／五歲。名字相連為日文的「猜拳（日語：じゃんけん）」之意 ，在 HE SO KA 最終話「再見了鈴鈴（日語：さよなららむりん）」有短暫登場過。

圓圓、角角、邊邊／丸男、三角、四角（Maruo, Sankaku, Shikaku）
配音：島田敏、飛田展男、安達忍（日本）；劉錫華、許淑嬪、李直平（台灣）
鼴鼠造型的三兄弟，主要反派之一從個性到配音都和2008年停止出場的黑貓三兄弟設定十分相似。有時會以其他動物的型態登場。只在HE SO KA登場。

### 幼稚園師生
在2011年版動畫及雜誌增加的設定。
巧巧老師 ／犬子老師（Inuko sensei）
配音：宗川惠（日本）；許淑嬪（台灣）
狗造型的角色，幼稚園的女老師。
小朋老師(2012年版本第一季最終話之前叫做鹿老師) ／鹿野 鹿子（Shikano Shikako sensei）
配音：赤崎千夏（日本）；許淑嬪(巧巧幼兒園的同學們)、李直平(2010年後半段版本「2011年版本」最終話之前)→楊凱凱(2011年最終話起)（台灣）
鹿造型的角色，幼稚園的女老師。
皮皮老師 ／空子老師（Kuko sensei）
熊造型的角色，幼稚園的女老師。
熊五郎老師（Kumagoro sensei）
熊造型的角色，幼稚園男老師。
園長先生（Encho sensei）
配音：星野充昭
熊造型的角色，幼稚園男性園長，愛說無聊的冷笑話。2012年版本未登場，動畫2014年版本復出。
多比 ／池野 象太（Ikeno Zouta）
配音：笹森亜希
象造型的男園生。常在學校欺負人，夢想是成為英雄，生日是6月6日，雙子座。
圓圓 ／富田 噗太（Tonda Buuta）
配音：戶田亞紀子（日本）；李直平(2010年後半段版本「2011年版本」最終話之前)→馬君珮(2010年後半段版本「2011年版本」最終話：再見了，鈴鈴起)（台灣）
豬造型的男園生，愛哭愛撒嬌，喜歡吃拉麵，象太的好朋友。生日是2月2日，水瓶座。
小可 ／樺山 勘太（Kabayama Kanta）
配音：丸山優
河馬造型的男園生。未來夢想也是成為幼稚園老師，生日是生日是8月8日，雙子座。
儂儂 ／諾諾（Nono chan）
配音：豊崎愛生（日本）
松鼠造型的女園生。知名甜甜圈店師傅的女兒。剛登場時是個害羞內向的女孩，但後來慢慢變得勇敢，生日是11月10日，水瓶座。
強強 ／小柴 犬斗（Koshiba Kento）
配音：赤崎千夏（日本）；王華怡(2010年後半段版本「2011年版本」)→馮嘉德(2012年版本起)（台灣）
犬造型的男園生，是個鐵道迷，也對巧連智島的電車十分了解，對電車以外的事較沒興趣，生日是12月20日，射手座。
皮皮 ／木村 問太（Kimura Monta）
配音：宗川惠（日本）；許淑嬪（台灣）
猴造型的男園生，特徵是戴大眼鏡。喜歡看書、觀星，夢想是成為列車駕駛。生日是1月1日，摩羯座。
小雅 ／草野 麒麟太（Kusano Kirinta）
配音：島形麻衣奈（日本）；台灣：王華怡(2010年後半段版本「2011年版本」)→未知
長頸鹿造型的男園生，初期夢想是成為警察，後來改成消防員，擅長空手道，生日是9月9日，處女座。
婷婷／戀沼 櫻子（Koinuma Sakurako）
配音：丸山優（日本）；許淑嬪（台灣）
犬造型的女園生，喜愛唱歌與說話。生日是3月3日，雙魚座。
珊珊／林田 喫子（Bayashida Kikko）
配音：平野妹（日本）；李直平、王華怡(2011年版本)→馮嘉德(2012年版本起)（台灣）
狐狸造型的女園生，擅長游泳，希望成為海豚訓練師。生日是11月1日，天蠍座。
美美 ／佐佐木 丸鈴（Sasaki Marurin）
配音：豊崎愛生（日本）
貓熊造型的女園生，麵包店店長的女兒，最愛吃菠蘿麵包。生日是3月3日，雙魚座。
達麗／真白 熊季（Mashiro Kumakkii）
配音：戶田亞紀子（日本）
北極熊造型的女園生，十分有活力，說話大聲，力氣跟食量也很大。雖然音痴又愛哭但是很有正義感。原作雜誌版從2016年9月開始登場。生日是2月2日，水瓶座。
小裕／兵藤 玉三郎（Hyodo Tamasaburo）
配音：永澤菜教（日本）台：李直平
豹造型的男園生，是位知名童星，初登場時視巧虎為明星，並以名人自居、擺架子，但最後和大家成為好友。生日是3月3日，雙魚座。
太郎（Taro）
犬造型的男園生。大班生。
権太（Gonta）
猩猩造型的男園生。大班生。
喵美恵（Nyamie）
貓造型的女園生。大班生。

### 純動畫時期的其他角色
這個時期的非主要角色，皆與黑貓三兄弟一樣，在日本2008年3月，純動畫時期結束後，從未再登場。
羊博士／咩咩博士（Meme Hakase）
配音：飛田展男（日本）；劉錫華（台灣）
山羊造型的角色。從科學、考古學等專業領域的博士,不過，常製作非常奇怪的發明及不太有用的東西。常帶巧虎他們去郊遊之類的。被巧虎當作古怪的人兼提供人便利服務為職業的人，且不太被尊敬。自稱「世界第一的科學家」。
小牧（Mogu chan）
配音：安西正弘（前期）、桜井敏治(後期)（日本）
鼴鼠造型的角色。戴著紅色鴨舌帽跟紅框太陽眼鏡。常常帶巧虎他們到地下去玩。小牧的種族因為長期住在地底，所以很怕光，因此總是戴著帽子跟太陽眼鏡。
牧之助（Mogunosuke）
配音：こおろぎさとみ（日本）
鼴鼠造型的角色。總是吸著奶嘴。
牧太郎（Mogutaro）
配音：渡邊久美子（日本）
牧之助的兄弟、也是吸著奶嘴。

### 兒童節目時期的其他角色
從兒童節目時期起，開始陸續在動畫登場的其他角色。有些角色只限日本2011年4月(臺灣是2010年前半段)前登場，以打★號表示。
樂樂／碰太郎（Pontaro）
配音：松岡由貴（日本）；台：劉錫華
貍貓造型的角色。家境富裕，許多言行舉止都和常人不同，因為父母在海外工作的原因，暫時寄住在爺爺家中。2012年版本起長相和服裝更換。
山羊爺爺／山羊管家（Hitsujii）
配音：小形滿（日本）；台：劉錫華
山羊造型的角色。碰太郎的管家，對碰太郎採剛柔並蓄的教育方式。2012年版本起服裝更換。
卡歐先生／高高博士（Gao Gao san）
配音：稻葉實（日本）；台：劉錫華
獅子造型的角色。十分受到縞次郎的信賴。經營著名叫「神奇商店（日語：ふしぎ堂）」的古董店，並經常解說各個骨董奇異的來歷，雖然大多的故事都是騙人的，每次說謊都會被來夢鈴或美美鈴揭穿。2012年版本起改成發明家，房子也做了改變。
喜歡發明、修理、探險以及被誇讚「天才、好厲害」之類的。
全名叫「雷歐納魯‧卡歐三世（レオナール‧ガオガオ3せい）」，42歲，生日4月4日，白羊座。血型O型。
小玉老師／玉子老師（Tamako sensei）
配音：山門久美、葛谷知花（日本）；王華怡(2010年後半段版本「2011年版本」最終話之前)→馮嘉德(2010年後半段版本「2011年版本」最終話：再見了，鈴鈴起)（台灣）
貓造型的角色。戴著紅色的半框眼鏡，知名繪本作家。
老鼠超人
配音：花輪英司（日本）
劇中的電影中，十分受小朋友歡迎的老鼠造型的英雄角色。
李查（Richard）
配音：鳥海勝美（日本）；黃天佑→康殿宏(2012年第二季起)（台灣）
狗造型的角色，卡歐的朋友，是個外國人。現在寄住在吼吼先生的家，平時總是到各個地方打短期工以及在幼稚園教英文，單戀著鹿子老師。
安美李（Mashiro Kumakkii）
配音：高橋ミナミ（日本）
獅造型的小學女生，無法行走所以乘坐電動輪椅。在「Wao」492話「こんにちは あみりい!」中搬到妙妙家附近，從此開始登場。是小信班上的轉學生。擅長許多運動，特別是躲避球。

### 電影版登場的角色(也會在動畫登場)
芙芙（Fufu）
配音：佐藤芽（日本）
主角花仙子，花之國的公主，有讓花朵盛開的能力。中文版譯成呼呼。
小白鯨
主角失散的小白鯨，最後在小花和琪琪的堅持下與家人團圓。
吉吉（Jiji）
配音：桂一雅（日本）；黃天佑（台灣）
老烏龜，吼吼先生的師父。電影版譯海龜爺爺，電視動畫版譯吉吉師父。
鬼鬼螃蟹
主要對手很兇猛巨大的螃蟹。
沙丁魚三姊妹
打扮的很花俏時尚的三隻沙丁魚。
洛亞
配音：高垣彩陽（日本）；龍顯蕙（台灣）
主角猿猴造型的女孩，民族風造型。父母雙亡，堅強的照顧弟弟們，但是十分想念著父母。
洛奇
配音：仲谷明香（日本）
第二主角洛亞的弟弟，喜歡惡作劇。
長老婆婆
第三主角猿猴的老婆婆，什麼都知道。村子裡的長老，也是大家的婆婆。
蜘蛛太郎&蜘蛛次郎
主要對手蜘蛛兄弟，霸占天空樹果實並無節制的浪費，害怕哭聲。
咘尼醬
配音：内田真礼（日本）
主角巧虎和桃樂比在繪本遇到的好朋友，噗尼。
馬卡龍姊妹
配音：よしだあゆみ (姊姊) （日本）
住在點心之村的姊妹，非常親切，但是亂塗鴉讓姊姊很生氣。
朵莉女王
喜愛小朋友又非常溫柔的女王，最喜歡白色，和艾隆國王是好朋友。
艾隆國王
強大又溫和的國王，最喜歡黑色，和朵莉女王是青梅竹馬。
白白靈
白色城堡裡的居民，服侍朵莉女王，讓城堡保持潔白是他們的目標。
黑黑靈
黑色城堡裡的居民，服侍艾隆國王，喜歡把東西塗成黑色。

## 世界觀
- 巧連智島上，有各式各樣的動物生活著。但是，不管是在動畫中還是「巧連智」的任何教材，異種族之間的婚姻是不存在的。
- 不會說話、被飼養著的動物(不會說話)和擬人化的動物(會說話)是完全不同種類的。前者在劇中才能稱作是動物，擬人動物算是特殊人種。
- 有飼養雞[51]、鴨、魚、牛、羊、馬...等，作為肉類來源及其他用途，所以，擬人動物並不會吃擬人動物。
- 同種族的擬人動物稱作同類[52]。
- 有需要冬眠的擬人動物，如熊[53]。
- 地底下是鼴鼠住的世界，他們有獨自的文化與建築[54]以及不同的種族[55]。
- 鳥類之中也是有會說人話的。鸚鵡、鴿子也會說人話[56]。
- 蝸牛、蝙蝠是會說話的[57]。昆蟲在變成蛹之前會說人話[58]。
- 巧連智島上有電車、火车、飛機...等交通工具[59]。
- 現實世界中，實際存在的國家[60]似乎在這個世界也存在著。

## 工作人員
- 企劃：巧連智編輯部・大西加紋（BigWest（日语：ビックウエスト））・草野啓二（旗艦工作室）
- 總指導、劇本統籌：鳥海永行（日语：鳥海永行）
- 角色原案：國本雅之、鈴木博子
- 動畫角色設計：辻繁人（日语：辻繁人）
- 臨時角色(配角)設計：河井ノア（日语：河井ノア）
- 美術：中山益男
- 音樂：内藤慎也（日语：内藤慎也）
- 音響指導：春日一伸
- 攝影指導：森口洋輔
- 編集：森田編集室
- Logo設計：草川啓造
- 標題：マキ・プロ（日语：マキ・プロ）、小谷野博（日语：小谷野博）
- 製作、文藝協力：巧連智編集部
- 生產經理：清水修→鈴木正則→平井伸一
- 製作人：岡崎千代→梅津由起子→原雄司→葛原博文→増田太貴子→中尾昌史（瀨戶內電視台）、大西由芽→守屋由芽（BigWest）、鈴木正則→栃平吉和→野崎慎太郎（旗艦工作室）
- 動畫製作：旗艦工作室（今Pierrot PLUS）
- 動畫製作協力：Azeta Pictures（日语：アゼータ・ピクチャーズ）
- 製作協力：STUDIO DEEN、巧連智
- 製作：讀賣廣告社（製作人員沒有顯示）、瀨戶內電視台・福武書店、BigWest→瀨戶內電視台、倍樂生・BigWest

## 動畫歌曲

### 日本地區

#### 純動畫系列
條紋虎的巧虎（日語：しましまとらのしまじろう）（純動畫時期）（1993年至2008年）
片頭曲
- 「しまとらンド アイランド」

第 1 話（1993年12月13日）～ 第 226 話（1998年6月8日）
作詞：恵美里／ 作曲、編曲：ジョン・マイケル／ 歌：Shima Shima Kids ( 巧虎、桃樂比、小花、琪琪、鈴鈴 )
- 「スキップ ステップ アイランド」

第 227 話（1998年6月15日）～ 第 726 話（2008年3月31日）
作詞：横山武／ 作曲、編曲：樫原伸彦 ／ 歌：巧虎
片尾曲
- 「ずっと もっと 大好き」

第 1 話（1993年12月13日）～ 第 176 話（1997年6月16日 ）
作詞：恵美里／ 作曲、編曲：ジョン・マイケル／ 歌：Shima Shima Kids ( 巧虎、桃樂比、小花、琪琪、鈴鈴 )
- 「ハッピー・ジャムジャム」

第 177 話（1997年6月23日）～ 第 597 話（2005年10月3日）
作詞：横山武／ 作曲、編曲：樫原伸彦／ 歌：巧虎
- 「にゃんだこりゃ」

第 598 話( 2005年10月10日）～ 第 624話（2006年3月27日）
作詞：前島茂男／ 作曲：滝本裕／ 編曲：滝本裕、井上日徳／ 歌：巧虎 ＆普普
第 625 話（2006年4月3日）～ 第 726 話（2008年3月31日 可愛巧虎島系列最終話）為止 的 片尾曲 是 4～6月、10～12月是「ハッピージャムジャム」。7～9月、1～3月是「にゃんだこりゃ」，以每三個月輪流一次。

#### 兒童節目+2D動畫時期（2008年至2011年）
發現、體驗、最喜歡！縞次郎 (日語： はっけん たいけん だいすき! しまじろう)
- OP「まいにちチャレンジャー」歌：巧虎、桃樂比、小花、琪琪、鈴鈴
- ED「ハッピー・ジャムジャム」歌：巧虎、桃樂比、小花、琪琪、鈴鈴

2009年10月5日開始，OP・ED的畫面改變
巧虎 HE SO KA (日語： しまじろう ヘソカ)
- OP「ソラソラ☆あおぞら」

（2010年4月5日 - 2011年3月28日）歌：豊崎愛生
- OP「レインボー」

（2011年4月4日 - 2012年3月26日）歌：遊助
- ED「しまみみとりらむっ」

（2010年4月5日 - 2010年8月9日、2011年1月17日 - 2012年3月26日）歌：近藤房之助
- ED「ハッピー・ジャムジャム（HE SO KA 版本）」

（2010年8月16日 - 2011年1月10日）歌：鵜久森智美

#### 兒童節目+3D動畫時期（2012年至今）
巧虎 的 WOW！(日語： しまじろうのわお！)
　(2012年4月2日此系列開播～6月25日，以及 2013年11月4日～2014年3月31日為止沒有主題曲 )
- OP「ボクらのほしのミラクル」

（2012年7月2日 - 2013年3月25日、2013年7月1日 - 9月30日、2014年4月7日～ 歌：Daudi Joseph
- OP「しまじろうと いこうよ」

（2013年4月1日 - 6月24日、2013年10月7日～10月28日）
- ED「トモダチのわお!」

（2012年4月2日  - 2015年12月26日、2016年4月2日-）歌：PUFFY
- ED「おきなわ わわわ!」歌：比屋定篤子

（2016年1月9日 - 2016年3月26日）

### 台灣地區

#### 前期
皆由巧虎的配音員王華怡演唱。
- OP「可愛巧虎島」

翻唱自第一首片頭曲「しまとらンド アイランド」，在幼幼台播出時，將這首歌再重新唱過一次。
- ED「大家都是好朋友」

翻唱自第一首片尾曲「ずっと もっと 大好き」，鈴鈴的配音員李直平似乎也參與了這首歌。

#### 後期
目前於播出的版本都使用這兩首，到可愛巧虎島2012年版本第一季最終話開始更換片頭曲和片尾曲
- OP「巧虎的最愛----甜甜圈」
- ED「飛向未來」

#### 可愛巧虎島2012年版本第2季起
- OP和ED「夢想新樂園」

翻唱自日版的插曲「すてきな　ワンダーランド」
由巧虎的配音員馮嘉德演唱

#### 可愛巧虎島2012年版本第3季起
- OP「世界真美妙」

翻唱自日版的巧連智主題曲「せかいは　パラダイス」
由馮嘉德、許淑嬪、劉錫華和楊凱凱演唱
- ED「夢想新樂園」

翻唱自日版的插曲「すてきな　ワンダーランド」
由巧虎的配音員馮嘉德演唱

#### 可愛巧虎島2012年版本第4季起
- OP和ED「世界真美妙」

翻唱自日版的巧連智主題曲「せかいは　パラダイス」
由馮嘉德、許淑嬪、劉錫華和楊凱凱演唱

#### 可愛巧虎島2012年版本電影版
- OP「世界真美妙」(限定台版第1作)

翻唱自日版的巧連智主題曲「せかいは　パラダイス」
由馮嘉德、許淑嬪、劉錫華和楊凱凱演唱
由於第一作沒在台灣上映，所以用這首片頭曲。
- ED「夢想新樂園」(限定台版第1作)

翻唱自日版的插曲「すてきな　ワンダーランド」
由巧虎的配音員馮嘉德演唱
由於第一作沒在台灣上映，所以用這首片尾曲。
- OP「地球誕生的奇蹟」

翻唱自日版的片頭曲「ボクらのほしのミラクル」
第三作為日語原唱，是唯一用日語原唱的電影。
- ED「好朋友WAO！」

翻唱自日版的片尾曲「トモダチのわお!」
第三作為日語原唱，是唯一用日語原唱的電影。
- 主題曲「步」(第1作)

翻唱自日版的電影版第1作的主題曲「步」（第1作）
- 主題曲「勳章」(第2作)

翻唱自日版的電影版第2作的主題曲「勲章」（第2作）
- 主題曲「光的味道」(第3作)

日版的電影版第三作的主題曲原名「ひかりの匂い」
唯一沒有中文翻唱的電影
- 主題曲「我的摯友」(第4作)

翻唱自日版的電影版第4作的主題曲「たいせつなひと」（第4作）
- 主題曲「冒險DADADA」(第5作)

翻唱自日版的電影版第5作的主題曲「冒険のダダダ」(第5作)
- 主題曲「穿越所有的橋」(第6作)

翻唱自日版的電影版第6作的主題曲「まっすぐな橋」(第6作)
- 主題曲「HERO」(第7作)

翻唱自日版的電影版第7作的主題曲「HERO」(第7作)

## 電視版以外作品

### 劇場版
可愛巧虎島系列（しましまとらのしまじろう）
三部皆為2002年。
- 巧虎的大冒險 昆蟲之國的朋友們（しまじろうの大冒険 昆虫の国のおともだち）
- 巧虎與海賊船（しまじろうと海賊船）
- 巧虎與不可思議森林的秘密（しまじろうとふしぎがもりのひみつ）

巧虎 WAO！（しまじろうのわお!）
- 第1作『巧虎與芙芙的大冒險～拯救！七色之花～（しまじろうとフフのだいぼうけん 〜すくえ!七色の花〜）』，台灣：『巧虎的大冒險搶救七彩花』。

　在2013年3月15日上映，以3D動畫+真人互動的方式演出，同時慶祝「巧連智25周年記念」。台灣YOYOTV在11月24日星期五晚上8點全台首播。
- 第2作『巧虎與小白鯨之歌（しまじろうとくじらのうた）』，台灣：『巧虎與小白鯨的大冒險』。

　2014年3月14日上映。※為臺灣首部上映的巧虎劇場版，2015年1月30日全台上映。
- 第3作『巧虎與大大的樹（しまじろうとおおきなき）』，台灣：『巧虎搶救天空樹』。

　2015年3月13日上映。※為臺灣第二部上映的巧虎劇場版，2016年1月15日全台上映。
- 第4作『巧虎與 繪本之國（しまじろうと えほんのくに）』，台灣：『巧虎繪本王國歷險記』

　2016年3月11日上映。※為臺灣第三部上映的巧虎劇場版，2017年1月13日全台上映。
- 第5作『巧虎與彩虹的綠洲（しまじろうとにじのオアシス）』台灣：『巧虎的彩虹綠洲』

　2017年3月10日上映。※為臺灣第四部上映的巧虎劇場版，2018年2月2日全台上映。
- 第6作『魔法之島的大冒險（まほうのしまの だいぼうけん）』台灣：『魔法島大冒險』

　2018年3月9日上映，為巧連智、巧虎30週年紀念電影第1作，是Wao後，首次完全動畫的電影。※為臺灣第五部上映的巧虎劇場版，2019年1月18日全台上映。
- 第7作『巧虎與烏魯魯的英雄樂園（しまじろうとうるるのヒーローランド）』台灣：『英雄遊樂園』

　於2019年3月15日上映，為巧連智、巧虎30週年紀念電影第2作。※為臺灣第六部上映的巧虎劇場版，2020年1月17日全台上映。
- 第8作『巧虎與飛船（しまじろうとそらとぶふね）』中國原名：『巧虎大飛船歷險記』

　新的預定上映時間為2021年3月12日，原預定2020年2月28日上映，但因為特殊傳染性肺炎（COVID-19）疫情的關係而延期。為了因應防疫措施，官方也宣布將改變過去在電影系列在戲院上映時「希望小朋友一起大聲為巧虎等人加油」的方式，重新編輯過影片內容，改為「請大家一起透過打拍子或拍手」的方式為他們加油。※為河村友宏與王臻共同導演，由中國製作的全3D動畫電影，且為中國第一部兒童互動式電影兼上映的巧虎劇場版，最初亮相於2019年4月第九屆北京國際電影節，後來在上海2019年5月4日「巧虎生日派對」上播放，最後於2019年6月1日中國兒童節時上映。
- 第9作『巧虎與閃亮閃亮王國的王子殿下（しまじろうと　キラキラおうこくの　おうじさま）』台灣：『巧虎與塔魯王子』

　於2022年3月11日上映。※為臺灣第七部上映的巧虎劇場版，2023年1月13日全台上映。

### 使用天象儀播放上映的劇場作品
- 可愛巧虎島系列（しましまとらのしまじろう）。
  - 巧虎的星空大冒險〜尋找甜甜圈〜（しまじろうの星空大冒険〜ドーナツ星をさがせ〜）。( 2003年 )
  - 巧虎與琪琪的流星物語（しまじろうとみみりんのながれ星ものがたり）。
  - 巧虎的天之川大作戰（しまじろうの あまのがわ だいさくせん）。
  - 巧虎的星之秘密與雪之秘密（しまじろうの ほしのひみつ ゆきのひみつ）。
  - 巧虎的星空大雙六（しまじろうの ほしぞらだいすごろく）。
  - 巧虎尋找月之碎片（しまじろうの つきのかげをさがして）。

### 交通安全教材作品
- 可愛巧虎島的交通安全（しましまとらのしまじろうの交通安全）

### 防災教材作品
- 可愛巧虎島的消防隊（しましまとらのしまじろうの消防隊）